# اتوکسیکین
اتوکسیکین (به انگلیسی: Ethoxyquin) یک ترکیب شیمیایی با شناسه پاب‌کم ۳۲۹۳ است؛ که جرم مولی آن ۲۱۷٫۳۱ g/mol می‌باشد.
از این ماده به عنوان ضد ترشیدگی (آنتی‌اکسیدان) در تولید غذای آماده گربه و غذای آماده برای پرورش ماهی استفاده می‌شود.